# 横光克彦
横光 克彦（よこみつ かつひこ、1943年11月4日 - ）は、日本の俳優、政治家。勲等は旭日大綬章。本名は武藤 勝彦（むとう かつひこ）。旧姓および旧芸名は横光 勝彦（現芸名と読み同じ）。
環境副大臣（野田内閣）、衆議院議員（7期）、社会民主党副党首、同国会対策委員長などを歴任した。

## 来歴

### 生い立ち
当時日本施政下だった台湾に生まれ、後に父の故郷大分県宇佐市に移住する。大分県立中津北高等学校、北九州大学（現：北九州市立大学）外国語学部卒業。

### 俳優として
大学卒業後、1967年に文学座研究所第8期生となり、1968年に劇団青俳に入団。
劇団青俳入団後は、『中学生日記』（NHK）の教師役、NHK連続テレビ小説『北の家族』のレギュラー出演や、花王愛の劇場『忍ぶ川』（TBS）で、上村香子の相手役を演じるなどテレビドラマを中心に活動する。『北の家族』のヒロイン・志津の兄、和夫のオーディションでは清水章吾と最終選考まで残り、和夫役には清水が選ばれるが、真珠養殖に情熱を傾ける青年・徹の役で出演することになった。
1978年、テレビ朝日で放送された刑事ドラマ『特捜最前線』の第40話にゲスト出演。この時期、姓名判断の知識がある友人から改名を薦められ、横光 克彦に改名。その後、藤岡弘が『特捜最前線』を一時降板することになり、第52話より紅林刑事役で1987年の番組終了まで9年間レギュラー出演する。
俳優としては、グループ71を経て、アクターズプロに所属していた。
1993年、衆議院議員総選挙の当選を機に、政治家としての活動に専念するため芸能界を一時引退する。
2014年放送のテレビドラマ『三億円事件』（テレビ朝日）から俳優業を再開。活動再開当初はオフィス斬に所属し、2014年11月に青年座映画放送に移籍。東日本大震災後の野田内閣で環境副大臣を務めていたが、震災をモデルのひとつとした2016年の映画『シン・ゴジラ』では、環境大臣役を演じている。また、同年の映画『仮面ライダー1号』では総理大臣役を演じている。なお、テレビ番組「クイズタイムショック」に俳優時代に出場、トップ賞を獲得したものの、その後社民党議員として出場した「タイムショック21」では、成績が振るわず「トルネードスピン」を受けた。

### 政治家として

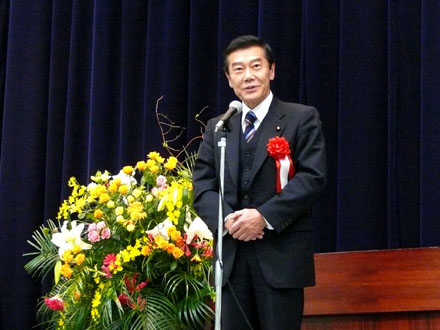
2011年11月28日、全国野生生物保護実績発表大会にて

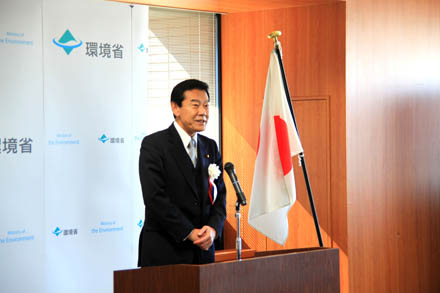
2012年1月26日、エコツーリズム大賞表彰式にて

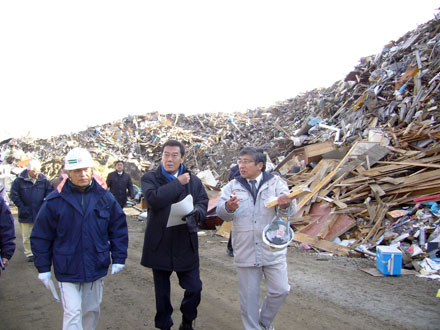
2011年12月、東日本大震災による瓦礫の集積場所にて

実弟が大分県の労働組合役員であった関係で選挙での応援演説などを行ったのち、1993年の第40回総選挙において、阿部未喜男の後継候補として日本社会党の推薦を受け旧大分2区に無所属で立候補し当選する。
2002年には鈴木宗男事件にまつわる証人喚問において「島田建設からの金銭供与は政治資金規正法に基づいている」「モザンビーク共和国洪水災害への国際緊急援助隊の派遣に反対や異議を述べることはあり得ない」「島田建設株式会社側による秘書給与の肩代わりの事実関係を承知していない」との鈴木宗男の証言を偽証として議院証言法違反での告発に賛成した。
2003年12月より、社会民主党副党首を務めていたが、横路孝弘から熱心に誘いを受け2005年8月に社民党に離党届を提出。次期衆議院議員選挙に民主党より立候補することを表明した。社民党は10月6日の常任幹事会で、「党と党員の信義に反し、党内に混乱と不信を招いた」として、離党が了承されず除名処分が下った。2003年の第43回衆議院議員総選挙には大分3区から出馬し、自由民主党の岩屋毅に敗れるが、重複立候補していた比例九州ブロックで復活し、当選。2005年9月11日の第44回衆議院議員総選挙でも再び岩屋に大分3区で敗れ、2度連続で比例復活した。
社民党時代は北朝鮮による拉致問題に関連して、土井たか子や福島瑞穂・保坂展人・辻元清美ら所属議員の大半が北朝鮮寄りのスタンスと対話路線を支持したが、横光は阿部知子と共に北朝鮮への経済制裁を主張するなど、対北朝鮮政策では圧力路線を支持。また安全保障政策についても日米同盟を機軸とするという方針に一定の支持を表明している。
2006年5月23日、国立国会図書館法の一部を改正する法律案を提出した。第166回国会での衆議院懲罰委員長在任中の2007年6月18日、同じ民主党所属の内山晃に対する懲罰事案（与党提出）を審査するために委員会を開くかどうかを同委員会理事会で協議した際、「与野党間の議論が不充分である」、「議員の身分を決めるのは慎重に期すべきだ」として、同日の委員会審査はしないことを宣言した。しかし、同委員会の多数は与党議員であったため、同委員会の理事の一人である島村宜伸が委員長代理として委員会を野党欠席のまま開会。ここで横光の委員長としての運営が不当であるとして不信任動議が出され、与党（自民党・公明党）の賛成により議決された（同日内山の懲罰・登院30日停止処分も議決）。国会の常任委員長に対しては、国会法に基づく「本会議での解任決議（可決すれば委員長職強制解任）」と、「委員会での不信任決議（問責にとどまり拘束力なし）」があり、衆議院で委員長不信任決議が議決されたのは1948年12月22日の上林山栄吉に対する予算委員長不信任決議可決以来で59年ぶりのことであった。本件議決を受け衆議院議長の河野洋平は横光に自主的な辞任を促したが、横光はそのまま委員長職にとどまった。
2009年7月、第45回衆議院議員総選挙では、大分3区で岩屋を下し、2003年に選挙区が変更になってから初めて小選挙区で当選した（岩屋もかつての横光同様比例復活）。2010年6月、民主党組織委員長に就任。2011年9月5日、野田内閣で環境副大臣に就任。
2012年12月、第46回衆議院議員総選挙では再び岩屋に敗れ、比例九州ブロックでも惜敗率9位で復活ならず、第40回総選挙以来20年近く守り続けてきた議席を失った。2013年8月、政界引退を表明。今後については白紙としながらも、俳優復帰を示唆していた。
2017年10月5日、第48回衆議院議員総選挙に横光が大分3区から立憲民主党の公認候補として出馬をする意向を固めたことを、民進党大分県連関係者が明らかにした。既に後援会組織などは解散しており、「人も金もない裸一貫の選挙戦」を覚悟したというが、以前の支援者の結集に成功し、最終的に84,133票を得て比例九州ブロックで復活当選し、国政に復帰した。11月1日同党代議士会長に就任。
2021年10月31日の第49回衆議院議員総選挙では、再び岩屋との一騎打ちの構図となるも前回より票差を広げられ、比例復活もならず落選。
2025年（令和7年）春の叙勲で旭日大綬章を受章した。

## 政策

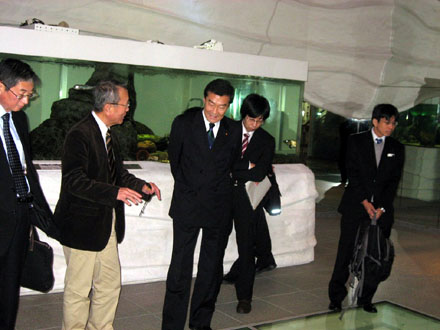
2011年11月20日、新潟県立環境と人間のふれあい館にて

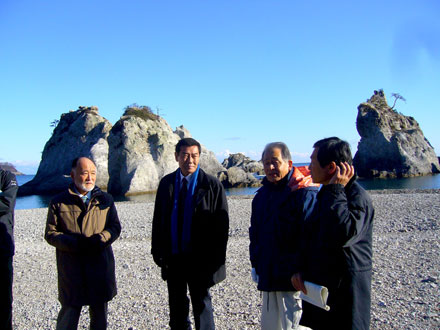
2011年12月、浄土ヶ浜にて衆議院議員菊池長右ェ門（左端）らと

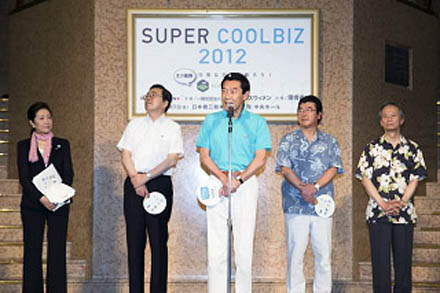
2012年6月、歴代環境大臣の小池百合子、斉藤鉄夫、小沢鋭仁、江田五月と

立憲民主党から五年ぶりに立候補した2017年の第48回衆議院議員総選挙の際、毎日新聞が行ったアンケートに、次のように回答している。（毎日新聞、「第48回衆院選 立憲 大分3区 横光克彦」、候補者アンケート）
- 日本国憲法改正、日本国憲法第9条の改正、緊急事態条項の新設、参議院選挙の合区解消目的での憲法改正などに対して反対。
- アベノミクスを評価しない。
- 2019年の消費税増税には反対である。
- 幼児教育等無償化の財源は税金が適切である。
- 年金の給付水準が下がることについては「やむをえない」。
- 「高度プロフェッショナル制度」（野党から「残業代ゼロ法案」とも批判される制度案[22]）には反対である。
- 原発は日本に必要ない（脱原発）。
- カジノの解禁には反対である。
- 慰安婦問題日韓合意に対して韓国内で反発が続いていることについては、民間の友好を深めるべきとしている。
- 台頭する中国との外交はより柔軟に対応するべきである。
- 北方領土におけるロシアとの共同経済活動は、北方領土の返還に繋がると考える。
- 普天間基地移設問題における政府と沖縄県との対立については、政府側が譲歩すべきだと考える。
- 安全保障関連法については「改正して、自衛隊の他国軍への協力を制限し、活動の透明性を確保すべきだ」とする。
- アメリカ合衆国のドナルド・トランプ大統領は信用できない。
- 北朝鮮問題に対する安倍晋三内閣総理大臣の「対話ではなく圧力が必要」という立場は、適切ではないと考える。
- 非核三原則を見直すという議論は必要ない。
- 日本の核武装は、将来にわたって検討すべきではない。
- 選挙における一票の格差は、「徹底した人口比による議席配分」によって是正されるべきである。
- 首相が自由に解散できる現行制度は問題である。
- 「森友学園」「加計学園」に関する安倍晋三内閣総理大臣及び政府の説明は不十分である。
- 女性宮家の創設に賛成である。

その他
- 選択的夫婦別姓制度に賛成[23]。
- 1999年、望まない妊娠での人工妊娠中絶の選択を少しでも回避するために、低用量ピルの認可について尽力した[24]。

## 『特捜最前線』のエピソード
『特捜最前線』には政治関連のエピソードも多く、巨悪の象徴として国会議事堂が映し出されるシーンも多かったため、後年政治家になり政治家の汚職事件が多いことが悔しいとインタビューで答えている。
紅林刑事のキャラクターについて、真面目を絵に描いた男と評しているが、横光自身のキャラクターとは全く違うと述べている。スタッフとの呑み会の席で大笑いしていた横光の姿をヒントに、脚本家の長坂秀佳は第129話「非情の男・ピエロと呼ばれた男!」を執筆している。横光自身、『特捜』で特に印象に残るエピソードとして挙げている。
紅林刑事は、恋愛関連のエピソードも多く、結婚を考えていた女性が襲われて紅林が自暴自棄になる第404話「殺意を呼ぶダイヤルナンバー!」のラストシーンの紅林のナレーションは、横光の要請で入れられたものである。
『特捜』で共演した藤岡弘、は役の上では先輩だが、実際は横光のほうが年長である。インタビューなどでは「藤岡ちゃん」と呼ぶこともある。

## 家族・親族
妻の従姉妹に自由民主党衆議院議員・佐藤ゆかりがいる。

## 俳優としての出演作品

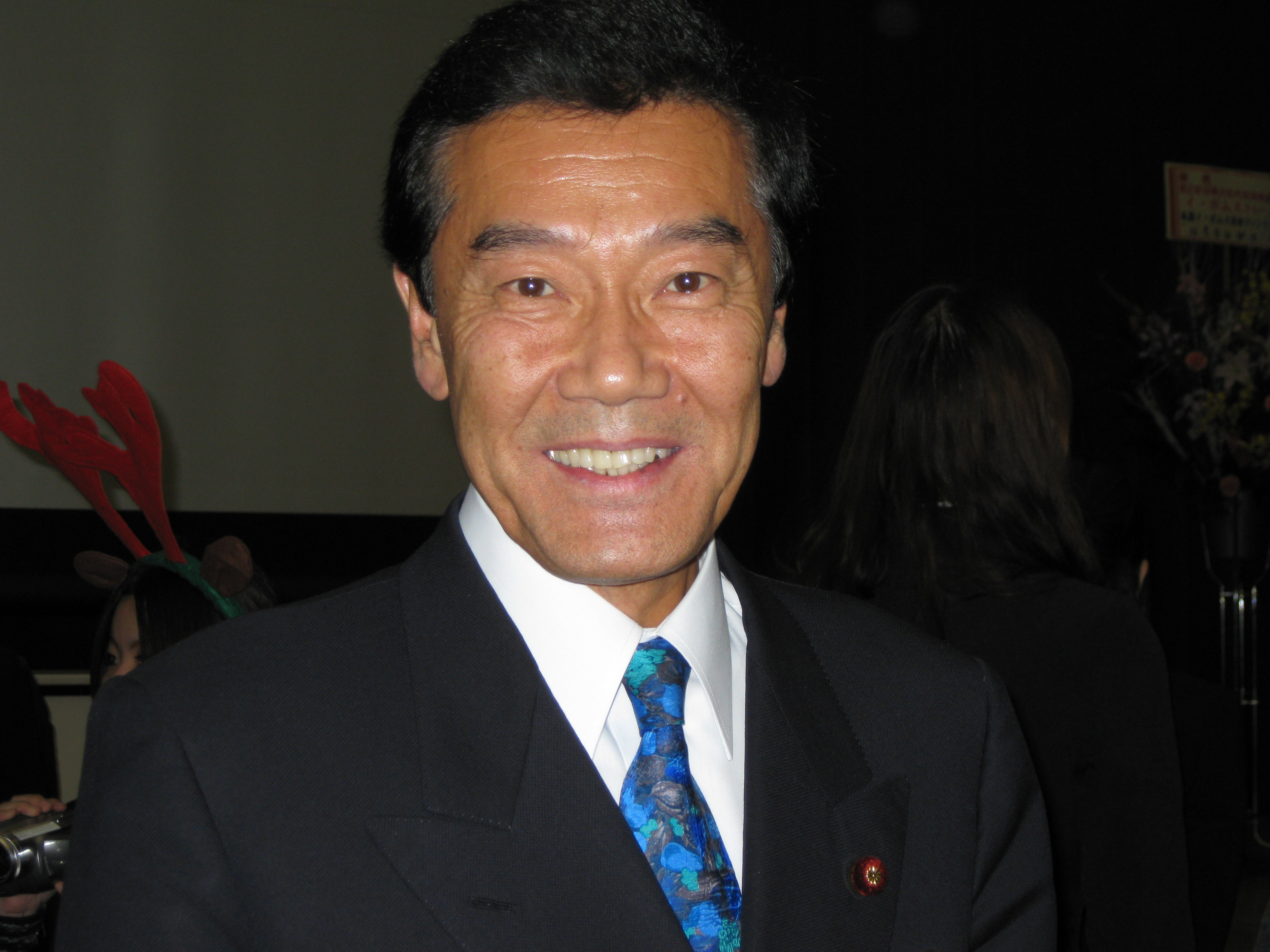
2009年12月12日、別府次世代交流映画祭にて

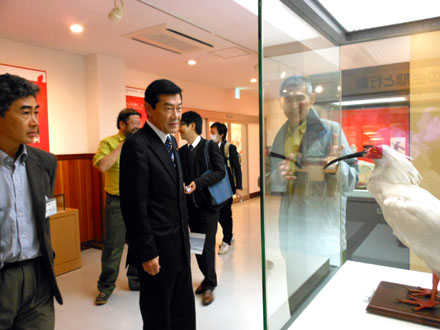
2011年11月19日、トキ資料展示館にて

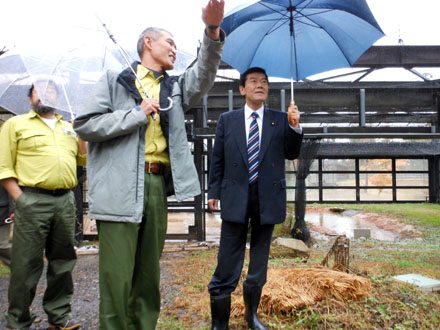
2011年11月19日、野生復帰ステーションにて

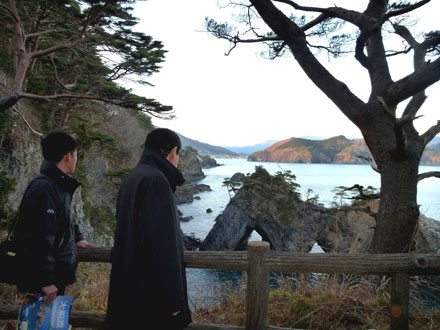
2011年12月、陸中海岸国立公園にて

### テレビドラマ
横光勝彦名義
- ポーラテレビ小説 / 花もめん（1970年） ※テレビデビュー作
- 天皇の世紀 第9話「急流」（1971年） - 田中磋磨介
- 中学生日記（1972年） - 谷口先生
- 銭形平次
  - 第343話「十手友情」（1972年） - 与一
  - 第370話「母子草」（1973年） - 喜助
  - 第620話「はぐれ絆」（1978年） - 佐和吉 ※横光克彦名義
- 木枯し紋次郎 第2シーズン 第19話「冥土の花嫁を討て」（1973年） - 土橋征之進
- 風雲ライオン丸 第12話「地獄谷に恨みをはらせ!」（1973年） - 谷雷之介
- 連続テレビ小説 / 北の家族（1973年 - 1974年） - 徹
- 隠密剣士 第5話「赤目忍法 双忍くずし」（1973年）
- 大河ドラマ
  - 勝海舟（1974年） - 新宮馬之助
  - 花神（1977年） - 中岡慎太郎　※横光克彦名義
  - 草燃える（1979年） - 坊門忠清 ※横光克彦名義
  - おんな太閤記（1980年） - 伊達政宗 ※横光克彦名義
  - 独眼竜政宗（1987年） - 矢代兵衛 ※横光克彦名義
  - 信長 KING OF ZIPANGU（1992年） - 上野秀政 ※横光克彦名義
- いただき勘兵衛 旅を行く 第21話「雨のあしたは晴だとさ」（1974年） - 村井小次郎
- 八州犯科帳 第7話「絵馬堂に消えた女」（1974年） - 市太郎
- おしどり右京捕物車 第24話「轟」（1974年） - 庄作
- 花王愛の劇場
  - 忍ぶ川 （1975年） - 哲郎
  - 母の肖像（1977年） - 真也　※横光克彦名義
  - 天国からもういちど（1993年） - 岡刑事 ※横光克彦名義
- 太陽にほえろ!
  - 第109話「俺の血をとれ!」（1974年） - 飯田
  - 第164話「バラの好きな君へ」（1975年） - 安田邦明
  - 第236話「砂の城」（1977年） - 川村真治 ※横光克彦名義
- 新・七人の刑事 第3話「さらば友よ」（1975年）
- Gメン'75
  - 第27話「東京-札幌・刑事の道」（1975年） - 竜門健一郎
  - 第80話「暗闇の密室殺人」（1976年） - 若山刑事
  - 第140話「十五年前の遺留指紋」（1978年） - 谷口刑事　※横光克彦名義
- 同心部屋御用帳 江戸の旋風 第21話「二百両の女」（1975年） - 喜七
- 大江戸捜査網
  - 第220話「御用船大爆破!」（1975年） - 源八
  - 第238話「万引姫大奮戦」（1976年） - 堀一平太
  - 第259話「密室殺人事件」（1976年） - 仙太
  - 第275話「傷だらけの同心魂」（1977年） - 北町奉行所同心・橋詰与一郎※横光克彦名義
  - 第323話「哀しき流転! 謎の女」（1978年） - 富造※横光克彦名義
  - 平成版 第2シリーズ 第18話「面影の女 隠密同心が消えた!」（1992年） - 目付組頭・潮典膳※横光克彦名義
- 影同心II 第18話「身代りの報酬」（1976年） - 紋次
- 十手無用 九丁堀事件帖 第21話「甦ったいれずみ者」（1976年） - 仁吉
- 高原へいらっしゃい 第7話（1976年）
- 夜明けの刑事 第74話「失踪宣告された夫への甘い罠」（1976年） - 久保明夫
- 夫婦旅日記 さらば浪人 第16話「伊兵衛乱心」（1976年） - 小林主水
- 非情のライセンス 第2シリーズ 第107話「約束」（1976年） - 望月淳二

横光克彦名義
- 江戸特捜指令 第17話「くの一! 花嫁に何が起こったか」（1977年） - 清太郎
- 野望 第4話「華麗なる追跡」（1977年） - 富田
- 妻であること（1977年） - 恭司
- 特捜最前線
  - 第40話「初指令・北北東へ急行せよ!」（1978年） - 有村文夫（玩具工場経営者）　※横光勝彦名義・ゲスト出演
  - 第52話「羽田発・犯罪専用便329!」 - 最終話「神代警視正・愛と希望の十字架」（1978年 - 1987年） - 紅林甚一警部補
- 暴れん坊将軍
  - 吉宗評判記 暴れん坊将軍 第8話「黒い十手を握る男」（1978年） - 早瀬数馬
  - 暴れん坊将軍III 第26話「将軍に裏切られた男」（1988年） - 川野貞之介
  - 暴れん坊将軍IIIスペシャル「激闘!大坂城 吉宗に挑む豊臣一族!」（1990年） - 米倉淡路守
- 土曜ワイド劇場
  - 女教師（1978年）
  - 隅田川殺人下り（1982年） - 藤岡刑事
  - 信濃路あずみの殺人行（1987年） - 白洲
  - 出雲3号 0713の殺意（1989年） - 安達徹也
  - 銀座クラブママ殺人事件（1991年） - 大山
  - 女医・翔子の華麗なる復讐（1994年） - 増谷清
  - 女たちの特捜最前線〜警察食堂極秘会議（2015年） - 藤堂署長
- 横溝正史シリーズII / 八つ墓村（1978年） - 落武者
- 騎馬奉行 第12話「大奥（秘）女の争い」（1979年） - 北上
- 木曜ゴールデンドラマ
  - 愛と殺意の十字路（1983年）
  - 嫁・嫁・姑（1984年）
- 鬼が来た 棟方志功伝（1983年）
- 火曜サスペンス劇場
  - 夕陽よ止まれ (1983年)　- 高橋正弁護士
  - 女監察医・室生亜季子 第5作「高価すぎた情事」（1988年） - 本田課長
  - フルムーン旅情ミステリー
    - 第2作「みちのく殺人事件」（1990年）- 横田弁護士
    - 第6作「断崖」（1992年） - 中沢署長
- 若大将天下ご免! 第35話「寄せ場帰りと暴れ馬!」（1987年） - 清次
- 三匹が斬る! シリーズ
  - 三匹が斬る! 第16話「二人妻 討つか討たぬか 蒸発侍」（1988年） - 三枝晋八郎
  - 続続・三匹が斬る! 第14話「悪虐の、僧と添い寝の花一輪」（1990年）- 日経
- 名奉行 遠山の金さん
  - 第1シリーズ 第7話「美女が恨みの刃」（1988年） - 鯉太郎
  - 第3シリーズ 第16話「逆玉の輿を狙った男」（1990年） - 弥之助
  - 第5シリーズ 第11話「公金を横領した武士の妻」（1993年） - 田宮十三郎
- 月曜・女のサスペンス / プライバシー殺人事件（1988年） - 住田
- はぐれ刑事純情派 第1シリーズ 第22話「複顔写真の男」（1988年） - 田所周平
- 長七郎江戸日記 第2シリーズ
  - 第23話「苦死を落とした女」（1988年） - 久造
  - 第53話「下総一ノ瀬変り桝」（1989年）
- ゴリラ・警視庁捜査第8班 第26話「昨日を忘れた刑事」（1989年）
- 裸の大将 第37話「清の湯けむり奮戦記〜秋田編」（1989年） - 渡辺先生
- 子連れ狼（1989年）
- 赤川次郎スペシャル 忘れられた花嫁（1990年）
- 八百八町夢日記
  - 第1シリーズ 第11話「夫婦舟浮き沈み」（1990年） - 市太郎
  - 第2シリーズ 第29話「見えぬ疫病神」（1992年） - 桜井新十郎
- あばれ八州御用旅
  - 第1シリーズ 第4話「巨悪の罠、消えた隠し金山を探れ」（1990年） - 林田善蔵
  - 第3シリーズ 第4話「風が泣いた宿場の女」（1992年） - 彦造
- 特警ウインスペクター 第13話「竜馬が死んだ!?」、第14話「死神モスの逆襲!!」（1990年） - 里村博士
- 水戸黄門
  - 第19部（1990年）
    - 第22話「悪事を隠す謎の切腹 -高田-」 - 小谷多三郎
    - 第29話「天下御免の大芝居 -江戸-」 - 吉村左近

  - 第20部 第35話「偽者亭主の親孝行 -松本-」（1991年） - 堀川源八郎
  - 第21部 第18話「悪を蹴散らす神楽面 -備中松山-」（1992年） - 碓井真之助
- 刑事貴族2 第19話「ラスト・シーン」（1991年） - 中野取締官
- 銭形平次 第1シリーズ 第13話「大捕物」（1991年） - 柴木兵庫　※北大路欣也版
- 赤かぶ検事の逆転法廷 第2話「証人はアイドル」（1992年） - 三輪悌一
- 月曜ドラマスペシャル / 女相続人連続殺人事件（1992年） - 黒木
- 君のためにできること（1992年）
- 十年愛（1992年）
- 徳川無頼帳 第1話「吉原百人斬り」（1992年）
- 半七捕物帳 第1話「仏の半七鬼になる!」（1992年） - 山根渡
- ドラマシティ'92 / 非行少年たち（1992年）
- 鬼平犯科帳 第4シリーズ 第10話「密偵」（1993年） - 乙坂の庄五郎
- お助け同心が行く! 第10話「嘘つき男の涙」（1993年） - 火盗改与力・坂井
- 素晴らしきかな人生（1993年） - 兼松国弘
- 松本清張ドラマスペシャル・三億円事件（2014年） - 山口捜査課長
- 月曜ゴールデン / 税務調査官・窓際太郎の事件簿 第29作（2015年） - 玉井啓信
- 黒革の手帖（2017年） - 豊島副会長

### 映画
横光勝彦名義
- 煉獄エロイカ（1970年）
- 金閣寺（1976年） - 柏木

横光克彦名義
- 仮面ライダー1号（2016年） - 総理大臣[25]
- テラフォーマーズ（2016年）
- シン・ゴジラ（2016年）- 菊川俊介（環境大臣）[26]

## 所属団体・議員連盟
- 日ロ友好議員連盟（副会長）
- 日本・インドネシア議員連盟（副会長）
- 音楽議員連盟（副会長）
- 森林・林業活性化推進議員連盟 （理事）
- 活字文化議員連盟 （代表幹事）
- 在日韓国人をはじめとする永住外国人住民の法的地位向上を推進する議員連盟
- 北京オリンピックを支援する議員の会
- 日本民主教育政治連盟